# Вілсон де Соуза Мендонса
Вілсон де Соуза Мендонса (порт. Wilson de Souza Mendonça, 18 червня 1964, Ресіфі) — колишній бразильський футбольний арбітр, арбітр ФІФА з 1994 по 2007 рік.

## Кар'єра
Судив матчі бразильської Серії А та Ліги Пернамбукано з 1993 року. Він судив фінал Кубка Бразилії 1997 року, а також 2002, 2004 та 2005 років .
Статус міжнародного арбітра отримав у 1994 році. Серед його міжнародних матчів є дев'ять матчів Кубка Лібертадорес, а також фінал Кубка Меркосур 1999 року . Він брав участь у відбіркових раундах чемпіонату світу з футболу 1998, 2002 та 2006 років у Південній Америці.
Як головний арбітр їздив на міжнародні турніри, зокрема Молодіжний чемпіонат Південної Америки 1997 року, Золотий кубок КОНКАКАФ 1998 року, Кубок Америки 1999 року, а також молодіжні чемпіонати світу 2001 та 2003 років.